# GeoEye
GeoEye war ein kommerzielles US-amerikanisches Unternehmens für den Vertrieb von Satellitenfotos und die Bereitstellung von Daten für Geoinformationssysteme. Es hatte seinen Sitz in Herndon im US-Bundesstaat Virginia und wurde im Januar 2006 nach der Übernahme von Space Imaging durch Orbimage Holdings Inc gegründet. Mit seinen etwa 300 Mitarbeitern erreichte es nach dem Zusammenschluss einen Umsatz von mehr als 200 Millionen US-Dollar.
GeoEye betrieb drei Beobachtungssatelliten mit einer Ortsauflösung von besser als 1 m: OrbView-2, OrbView-3 und IKONOS. Ein weiterer Satellit, GeoEye-1, war seit Oktober 2008 einsatzbereit.
Am 31. Januar 2013 wurde die Übernahme von GeoEye durch den Konkurrenten DigitalGlobe abgeschlossen. Der Start des Satelliten GeoEye-2, der für Mai 2013 vorgesehen war, wurde abgesagt und der Satellit eingelagert. Er wurde am 11. November 2016 unter der Bezeichnung WorldView-4 auf einer Atlas V Trägerrakete ins All gebracht.